# Decorsella paradoxa
Decorsella paradoxa A.Chev. – gatunek roślin z rodziny fiołkowatych (Violaceae). Występuje naturalnie w Liberii, Wybrzeżu Kości Słoniowej oraz Ghanie. 

## Morfologia
PokrójZrzucający liście krzew.
LiścieUlistnienie jest naprzemianległe. Blaszka liściowa ma kształt od podługowatego do podługowato lancetowatego. Mierzy 11–23 cm długości oraz 2–5 cm szerokości, jest karbowana na brzegu, ma tępą lub klinową nasadę i spiczasty wierzchołek. Ogonek liściowy jest nagi i ma 3–6 mm długości.
KwiatyZygomorficzne, obupłciowe, zebrane w wierzchotkach o długości 2–3 cm, wyrastają z kątów pędów. Mają 5 wolnych działek kielicha o owalnym kształcie. Płatków jest 5, są wolne, podługowate (płatek przedni jest z ostrogą) i mają 8 mm długości.
OwoceTorebki mierzące 4-8 mm średnicy, o niemal kulistym kształcie.